# Diagramma di Lineweaver-Burk

Diagramma di Lineweaver-Burk

In biochimica, il diagramma di Lineweaver-Burk (o diagramma dei doppi reciproci) è una rappresentazione grafica dell'equazione di Lineweaver-Burk della cinetica enzimatica, descritta per la prima volta da Hans Lineweaver e Dean Burk nel 1934.

## Derivazione
Il grafico fornisce un utile metodo per l'analisi dell'equazione di Michaelis-Menten:
{\displaystyle V={\frac {V_{\max }[S]}{K_{m}+[S]}}}
Facendone i reciproci dà:
{\displaystyle {1 \over V}={{K_{m}+[S]} \over V_{\max }[S]}={K_{m} \over V_{\max }}{1 \over [S]}+{1 \over V_{\max }}}
dove V è la velocità di reazione, Km è la costante di Michaelis-Menten, Vmax è la massima velocità di reazione raggiunta, e [S] è la concentrazioni di substrato.
Usi
Per Km decrescente si ha una maggior affinità, diminuisce la pendenza della retta, 
l'intercetta con l'asse y è la stessa mentre diventa più negativa l'intercetta con l'asse x.